# دييغو ألفيس

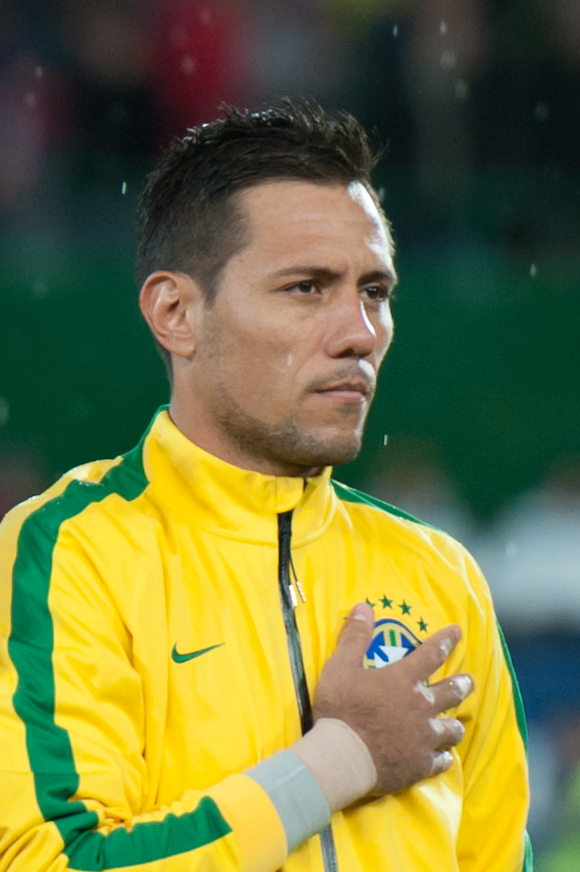

دييغو ألفيس كارييرا (بالبرتغالية: Diego Alves Carrere‏) (مواليد 24 يونيو 1985 في ريو دي جانيرو - البرازيل) لاعب كرة قدم برازيلي يلعب في مركز حراسة المرمى.

## روابط خارجية
- دييغو ألفيس على موقع الاتحاد الدولي (مؤرشف)  (الإنجليزية)
- دييغو ألفيس على موقع الاتحاد الأوربي (الإنجليزية)
- دييغو ألفيس على موقع قاعدة بيانات كرة القدم.إي يو (الإنجليزية)
- دييغو ألفيس على موقع ليكيب (الفرنسية)
- دييغو ألفيس على موقع ناشيونال فوتبول تيمز (الإنجليزية)
- دييغو ألفيس على موقع Soccerway.com (الإنجليزية)
- دييغو ألفيس على موقع عالم كرة القدم.نت (الإنجليزية)
- دييغو ألفيس على موقع كووورة
- دييغو ألفيس على موقع أوليمبيديا (الإنجليزية)
- دييغو ألفيس على موقع اللجنة الأولمبية البرازيلية (البرتغالية)